# 阿普雷翎電鰻
阿普雷翎電鰻，為輻鰭魚綱電鰻目線鰭電鰻亞目線翎電鰻科的其中一種，分布於南美洲委內瑞拉的淡水水域，體具有發電細胞，用來追蹤獵物及溝通，體長可達30.8公分，生活習性不明。